# McLaren M9A
McLaren M9A je McLarnov eksperimentalni dirkalnik Formule 1, ki je bil v uporabi v sezoni 1969. Je zadnji konkurenčen dirkalnik s pogonom na vsa štiri kolesa v Formuli 1. Zasnoval ga je Jo Marquart in ima značilno zadnje krilce v obliki pladnja. Dirkalnik je nastopil le na eni dirki za Veliko nagrado Velike Britanije, kjer je z njim dirkal le Derek Bell, ki je odstopil zaradi okvare vzmetenja. Po tem ko je dirkalnik testiral sam Bruce McLaren in dirkanje z njim opisal z besedami: »Kot bi se poskušal podpisati med tem, ko te nekdo stalno suva v komolec«, za tem pa MP9A ni več nikoli dirkal.